# 大分県道33号臼杵停車場線
大分県道33号臼杵停車場線（おおいたけんどう33ごう うすきていしゃじょうせん）は、大分県臼杵市を通る県道（主要地方道）である。

## 概要
臼杵市駅前のJR九州日豊本線 臼杵駅から臼杵市大字福良に至る。
臼杵駅から1つ目の信号交差点で大分県道217号臼杵津久見線と接続し、臼杵市街を通り、大分県道21号大分臼杵線と接続し、中須賀橋東交差点まで大分県道21号大分臼杵線と重複する。その後臼杵川に沿って行き、国道217号と接続する。

### 路線データ
- 起点：臼杵市駅前（JR九州日豊本線 臼杵駅前）
- 終点：臼杵市大字福良（土橋交差点、国道217号交点、国道502号起点）

## 歴史
- 1993年（平成5年）5月11日 - 建設省から、県道臼杵停車場線が臼杵停車場線として主要地方道に指定される[1]。

## 路線状況

### 重複区間
- 大分県道21号大分臼杵線（臼杵市大字臼杵）

### 道路施設

#### 橋梁
- 海添橋（海添川、臼杵市）

## 地理

### 通過する自治体
- 臼杵市

### 交差する道路
| 交差する道路                        | 交差する場所 | 交差する場所      |
| ----------------------------------- | ------------ | ----------------- |
| 大分県道510号臼杵港線               | 大字臼杵     |                   |
| 大分県道21号大分臼杵線 重複区間起点 | 大字臼杵     |                   |
| 大分県道21号大分臼杵線 重複区間終点 | 大字臼杵     | 中須賀橋東交差点  |
| 大分県道506号上臼杵停車場線         | 大字福良     |                   |
| 国道217号 国道502号                 | 大字福良     | 土橋交差点 / 終点 |

### 交差する鉄道
- 日豊本線

### 沿線
- JR九州日豊本線 臼杵駅
- 大分県立臼杵高等学校
- 臼杵市立福良ヶ丘小学校